# Wilhelm Erben
Wilhelm Erben (Salisburgo, 3 dicembre 1864 – Graz, 7 aprile 1933) è stato uno storico e medievista austriaco.

## Biografia
Studiò storia all'Università di Vienna e dal 1885 studiò con Theodor von Sickel all''Institut für Österreichische Geschichtsforschung (Istituto per la ricerca storica austriaca) a Vienna. Dal 1888 al 1891 fu un impiegato della Monumenta Germaniae historica e, in seguito, servì come curatore presso il Museo dell'esercito imperiale di Vienna. Nel 1901 si diplomò come docente e due anni dopo fu nominato professore di storia medievale e scienze ausiliarie della storia all'Università di Innsbruck. Dal 1917 fino alla sua morte nel 1933,  insegnò presso l'Università di Graz. Nel 1915 divenne membro dell'Accademia delle scienze di Vienna.

## Opere principali
- Die Kaiser- und Königsurkunden des Mittelalters in Deutschland, Frankreich und Italien, 1907.
- Urkundenlehre (3 volumi, 1907–11; con Ludwig Schmitz-Kallenberg e Oswald Redlich).
- Ein oberpfälzisches Register aus der Zeit Kaiser Ludwigs des Bayern, 1908.
- Quellenstudien aus dem Historischen Seminar der Universität Innsbruck, 1909.
- Die Schlacht bei Mühldorf, 28. September, 1322; historisch-geographisch und rechtsgeschichtlich untersucht, 1923.
- Das Salzburger Fragment der Sächsischen Weltchronik, 1924.
- Kriegsgeschichte des mittelalters, 1929.
- Rombilder auf kaiserlichen und päpslichen siegeln des mittelalters, 1931.[2][3]